# Гёбель, Траугот Фридеман
Фридеман Гёбель (или Фердинанд Иванович Гебель; нем. Karl Christian Traugott Friedemann Göbel; 21 февраля 1794, Нидерросла, Тюрингия — 26 мая 1851 или 27 мая [8 июня] 1851, Дерпт, Лифляндская губерния) — немецкий и российский химик, натуралист и путешественник; член-корреспондент Санкт-Петербургской академии наук (1833), лауреат Демидовской премии (1838).

## Биография
Родился 21 февраля 1794 года в немецком городке Нидерросла (рядом с Веймаром).
Учился в Йенском университете; получил там степень доктора философии. После окончания университета Гёбель был аптекарем при университетской аптеке. С 1821 года был директором фармацевтического училища в Йене. В 1824—1828 годах был экстраординарным профессором фармации в Йенском университете.
В 1828 году был приглашён читать лекции в Императорский Дерптский университет как специалист в области фармацевтических наук. В Дерпте Гёбеля стали называть — Фердинанд Иванович. Он был ординарным профессором, заведующим кафедрой химии и фармации Дерптского университета. Стал одним из инициаторов создания при Дерптском университете первого фармацевтического института в России.
13 декабря 1833 года профессора теоретической опытной химии и фармацевтики Гебеля избрали членом-корреспондентом Петербургской академии наук.
В 1834 году руководил экспедицией по изучению южнорусских степей, в которой участвовал в качестве ботаника Карл Карлович Клаус, у которого Гёбель возбудил интерес к химии лекарственных веществ. Экспедицией были определены или уточнены ряд относительных высотных точек по барометру к рекам Волга, Урал и Каспийскому морю, проведена нивелировка между Волгой и Доном и на пространстве между Каспийским и Чёрным морями. Был определён химический состав воды одиннадцати озёр Каспийской степи и четырёх озёр Крыма. За труд «Путешествие в степи юга России» Гёбель был отмечен половинной Демидовской премией за 1838 год.
В 1837 году выделил из семян могильника (Peganum harmala) алкалоид гармалин. Он также разработал способ получения нитроклетчатки для приготовления пироксилина (1846), опыты стрельбы которым производились в Санкт-Петербурге в 1847 году в его присутствии. Ему принадлежит также создание методов получения некоторых красок, приготовления водонепроницаемой бумаги и чернил.
В числе его учеников были также Генрих Струве, Карл Шмидт и др.
Скончался 26 мая (7 июня) 1851 года в Дерпте.

## Семья
С 22 октября 1818 года был женат на Амалии Герман.
Их сын — Гёбель, Адольф Фридеманович (Adolph von Goebel; 1826—1895) — геолог, минералог, участник Хорасанской экспедиции (1858) под руководством Н. В. Ханыкова. В 1868—1870 годы возглавлял экспедицию по исследованию побережья Белого моря, Кольского полуострова и острова Медвежий. Был учёным-хранителем академической коллекции метеоритов Геологического музея ИАН (1861—1889).

## Память
В честь Траугота Гёбеля в 1872 году был назван род растений Goebelia Bunge ex Boiss.